# Hannah med H Soundtrack
Deep Cuts è il terzo album discografico del gruppo musicale svedese The Knife, pubblicato nel novembre 2003.
Si tratta della colonna sonora del film svedese Hannah med H di Christina Olofson, uscito nel dicembre 2003.

## Tracce
Tutte le canzoni sono state scritte dai The Knife
1. Real Life Television – 1:51
2. Hannah's Conscious – 3:41
3. Handy-Man – 2:38
4. High School Poem – 1:22
5. New Year's Eve – 4:04
6. Three Boys – 1:11
7. This Is Now – 3:53
8. The Bridge – 3:50
9. Copenhagen – 1:01
10. Wanting to Kill – 2:18
11. Jens's Sneaking – 1:16
12. Vegetarian Restaurant – 2:32
13. At the Café – 2:39
14. A Different Way – 1:14
15. Poetry by Night – 1:42
16. Listen Now – 2:48

## Formazione
- The Knife - voce (Karin Dreijer), produzione, ingegneria
- Christoffer Berg - missaggio
- Tove Edfelt - copertina
- Bold Faces - design
- Henrik Jonsson - masterizzazione